# Duck Dodgers (serie de televisión)
Duck Dodgers es una serie televisiva animada americana, basado en el corto Duck Dodgers in the 24½th Century de 1953, producido por Warner Bros. Animation de 2003 a 2005. La serie es un cómic de ciencia ficción, con personajes de Looney Tunes como actores en papeles de metaficción, con el Pato Lucas como el héroe titular. Originalmente se transmitió en Cartoon Network y Boomerang.

## Concepto
Aunque se basa principalmente en torno a los originales cortos de Duck Dodgers (que se establece en aproximadamente en el año 2350), la serie también ha tomado muchas señales visuales y temáticas de otros cortos de Looney Tunes no relacionados con el carácter de los Dodgers y su premisa de ciencia ficción. Muchos otros personajes conocidos del panteón Looney Tunes aparecen en la serie, menudo se administra características para encajar dentro de propio universo Duck Dodgers. Por ejemplo, Sam Bigotes se convierte en "K'chutha Sa'am", una parodia de Klingon en Star Trek, Elmer Gruñón se convierte en una extraña enfermedad parasitaria que altera la mente conocida como "Gruñón" (una combinación de los Flood y los Borg), la Bruja Hazel era "Leezah la bruja" en un episodio, El Coyote eran un cazador alienígena depredador. Los ardillas Mac y Tosh aparecieron como los topos de Marte en un campo de golf extranjero. Nasty Canasta, Taz, Rocky y Mugsy, y la Crusher también hicieron apariciones en esta serie.

## Reconocimientos
Duck Dodgers  estuvo nominado en 2004 Premio Annie para Consecución Excepcional en una Producción Televisiva Animada Producida Para Niños, Música en una Producción Televisiva Animada, Diseño de Producción en una Producción Televisiva Animada, y la voz que Actúa en una Producción Televisiva Animada. Gane un Annie para 2004 por Música en una Producción Televisiva Animada, hecha por Robert J. Kral. También fue nominada a 4 Premio Emmy para Sonido Excepcional - Animación y Acción en vivo y Clase Especial a Programa Animado en 2004, y otra vez en 2005. Más tarde ganó en Intérprete Excepcional en un Programa Animado para Joe Alaskey. La producción de esta serie terminó en 2005 después de su tercera temporada.

## Personajes principales

### Protectores de la galaxia
- Capitán Duck Edgar Dumas Aloysius Eoghain Dodgers (voz: Joe Alaskey): El Pato Lucas es congelado en el presente y después termina siendo descongelado en el futuro, en el que se convierte en un capitán espacial que tiene muy poco de héroe. Casi siempre es salvado por su ayudante, un cadete espacial que no es otro que Porky, aunque la cosa cambia cuando consigue Lucas salvar a la Tierra de un ataque de Marte. El antagonista habitual es Marvin El Marciano el cual siempre trama sus planes malévolos que son siempre frustrados por este dúo.
- El Ansioso, Joven Cadete Espacial – (voz: Bob Bergen) Luce como Dodgers, al verlo como una figura paterna de muchas maneras. Él es absolutamente fiel a Dodgers y no pone en duda una palabra de lo que dice. A pesar de ser mucho más inteligente que su llamado "héroe", él lo deja dar todas las órdenes. Dodgers se preocupa profundamente por su cadete a pesar de que rara vez muestra eso, a menudo, trata de tomar el crédito por el trabajo del cadete. Dodgers se basa en gran medida de la asistencia del cadete y probablemente fallaría en la mayoría de las misiones sin él. El cadete es interpretado por el Puerco Porky.
- Dr. Ignatius Q "I.Q." Hi – (voz: Richard McGonagle) El es un científico con sobrepeso que revivió a Dodgers después de ser congelado durante tres siglos. Serio y trabajador, que él es a menudo irritado y frustrado con Dodgers por incompetente, y duda que Dodgers sea realmente un héroe del siglo 21. Además, vuela como cadete para ver cómo se reciben órdenes en la nave Dodgers, al igual que el cadete.
- Capitán Star Johnson – (voz: John O'Hurley) Johnson es un capitán rival de los Dodgers en el Protectorado Galáctico. Dotado de una educación universitaria, Johnson tiene una personalidad de Flash Gordon de él, y una vez llevó a Dodgers de a los tribunales por su incompetencia. Desde entonces, Johnson ha estado involucrado en la liberación de Marte desde el golpe militar del general Z9, y la búsqueda de gánsteres, cuando Dodgers se desapareciera durante un breve período de tiempo.
- Bigfoot – (voz: Michael Patrick McGill) En "The Six Wazillion Dollar Duck" (una parodia de The Six Million Dollar Man), se reveló que Bigfoot trabajó para el Protectorado como un supervisor de mantenimiento y también fue el primero (cosa) para recibir implantes cyborganic (Steve Boston fue el primer hombre para recibirlos, pero antes de que el protectorado probó en alguien con una anatomía similar). Estos implantes mejoran sus habilidades de combate, ya que es capaz de mantener varios centuriones antes de que se carnada atrapándole con la empanada. Él parece un ser no muy educado ya que las dos únicas palabras que dice son "pato" y "estéreo".

### Imperio de Marte
- Martian Commander X-2– (voz: Joe Alaskey) El comandante de confianza de los militares marciano que es el archienemigo de Dodgers. Él está enamorado de la Reina de Marte de que él sirve, y considera que Dodgers de más una molestia que un verdadero enemigo. Él es interpretado por Marvin el Marciano.
- La Reina de Marte (AKA Reina Tyr'ahnee) – (voz: Tia Carrere) Es la hermosa gobernante de Marte. Ella está enamorada de Dodgers y, al igual que Cadete, cree que él es un verdadero héroe. Ella es una especie de versión femenina de Marvin el Marciano y viste trajes que recuerda a Princesa Marte en la serie de libros de John Carter de Marte. En el episodio "To Love a Duck", la Reina mostró sus sentimientos a Dodgers y quería casarse con él, el cual casi ocurrió. Sin embargo, cambió de opinión cuando el comandante de Marte le engaña para pensar que tenía que cuidar las granjas de metano en Urano y terminó abandonando a la reina. Al hacer esto, sin embargo, hizo que la reina se indignara y quería venganza contra los Dodgers. En el episodio "The Queen Is Wild", se demuestra que es una guerrera muy hábil y potente. En el mismo episodio, tuvo la oportunidad de destruir Dodgers, pero ella todavía lo amaba demasiado y frena, dando a Dodgers la oportunidad de atacar y escapar. El Marciano Comandante X-2 casi se casó con ella, pero la reina no se decidió debido a que aún amaba Dodgers. Su nombre se pronuncia como "tiranía".
- Comandante K-9 – (voz: Franco Welker) Perro marciano del Comandante X-2.
- Martian Centurion Robots – (voz por Michael Dorn) Los robóts criados fieles del Imperio de Marte. Esto es un homenaje a los Cylon Centurions de Battlestar Galactica.

## Reparto de voz
- Joe Alaskey – Duck Dodgers (Pato Lucas), Martian Commander X-2 (Marvin el Marciano), Beaky Buzzard, Drake Darkstar, Hubie y Bertie, Rocky, Patan.
- Bob Bergen – El Ansioso,Cadete Espacial (Porky).
- Michael Dorn – Los Martian Centurion Robots, Capitán Long, Klunkin Warrior.
- Tia Carrere – La Reina de Marte
- Richard McGonagle – Dr. I.Q. Hi
- John O'Hurley – Capitán Star Johnson

## Datos
- En un episodio Dodgers tiene su mezcla con el uniforme de linterna verde debido a un error de ropa en este episodio aparece todo el equipo incluyendo el principal Linterna Verde: Hal Jordan .
- El episodio Masters & Disasters, un personaje de la película Kill Bill es parodiado en dicho episodio, este personaje llamado el maestro Moloch es doblado en inglés por el  director de Kill Bill, Quentin Tarantino.
- En otro episodio, con el sugerente nombre "Samurai Quack", referencia a un episodio de Samurai Jack.
- En otro episodio, un ficticio programa de realidad que ve por día Dodgers; al final del episodio aparecen los actores de voz (estadounidenses) de Lucas (o Dodgers) y Porky Pig, en forma de dibujos animados, e interactúan con los Dodgers.
- En otro episodio, Duck Dodgers intercambio de voz con el cantante Tom Jones, en el siglo 21, por haber ganado un concurso de música patrocinado por la reina Marciana. Pero después de ganar el concurso, Dodgers vuelve a doblar al cantante justo antes de que la Reina Marciana quedase enamorada de su voz (que no era su voz, sino el de Tom Jones), luego de expulsarlo del evento sin la concesión, escucha su voz original y "normal".
- En otro episodio, una batalla musical se muestra con Dave Mustaine, James MacDonought, Glen y Shawn Drover, la banda de thrash metal de Megadeth luchando contra los enemigos.
- En un episodio, Duck Dodgers hace varias referencias a Pirates of the Caribbean: Dead Man's Chest, con un kraken guardando en el barco del tesoro, una nave con forma de barco desaparece como el holandés errante está en el agua, hasta el Davy Jones jugando con la banda de la nave saqueada.